# ویموث (ماساچوست)
ویموت(به انگلیسی: Weymouth) شهری در شهرستان نورفولک ایالت ماساچوست می‌باشد که در سال ۱۶۳۵ بنیان‌گذاری شده‌است. این شهر در سرشماری سال ۲۰۱۰ میلادی، ۵۳٬۷۴۳ نفر جمعیت داشته‌است.